# Guédé (vaudou)
Pour les articles homonymes, voir Guédé.
 (juin 2013).
Si vous disposez d'ouvrages ou d'articles de référence ou si vous connaissez des sites web de qualité traitant du thème abordé ici, merci de compléter l'article en donnant les références utiles à sa vérifiabilité et en les liant à la section « Notes et références ».
Les Guédé sont les esprits de la mort dans le vaudou.
Ils sont traditionnellement menés par les Barons (Baron Samedi, Baron La Croix, Baron Cimetière, Baron Kriminel), et Grann Brigitte. Les Guédé forment une famille bruyante, grossière (bien qu'allant rarement jusqu'à l'insulte), sexuelle, et qui aime habituellement rire et s'amuser.
Ayant déjà vécu, ils ne craignent rien, et manifestent souvent leur état d'esprit lorsqu'ils surgissent - mangeant du verre, des piments crus, et enduisant leurs parties sensibles de piment et de rhum. Leurs couleurs traditionnelles sont le noir et le violet.
Ils sont vus comme des psychopompes, car ils ont pour rôle de mener les morts vers l'autre vie. Ils sont fêtés les 1er et 2 novembre, qui est aussi la fête des morts dans le culte catholique.

## Guédé Masaka
- Baron Samedi et Maman Brigitte
- Baron Cimetière
- Baron Kriminel (en)
- Gede Nibo
- Guédé Fouillé
- Gede Loraj
- Papa Gede
- vonvante lakwa
- Brav Gede
- gede zareyen
- Plim nan tchou
- Paladò Lakwa
- Tipis Lakwa
- Ti Gede
- Guédé Wawe
- Capitaine gede